# Negro Matapacos
Negro Matapacos fue un perro chileno que adquirió notoriedad debido a su presencia en las protestas callejeras ocurridas en Santiago de Chile durante la década de 2010. Entre sus características estaba su pelaje negro y el pañuelo rojo que llevaba amarrado al cuello, aunque también poseía un pañuelo de color azul y otro de color blanco que eran colocados por los estudiantes.

## Biografía

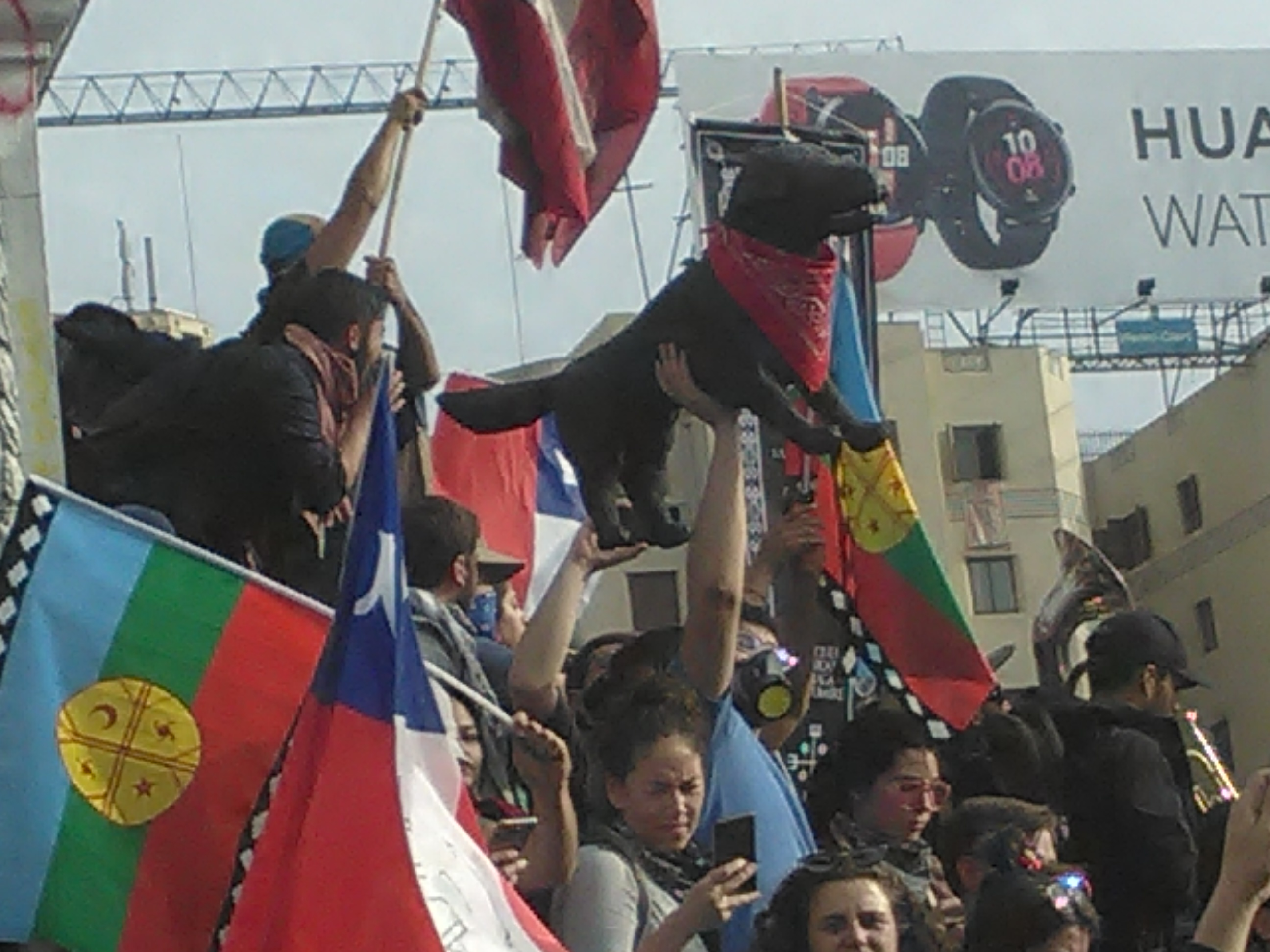
Escultura de papel maché de Negro Matapacos en una manifestación en la Plaza Baquedano (noviembre de 2019).

El can, originalmente bautizado por su dueña simplemente como El Negro, adquirió notoriedad entre los círculos universitarios de Santiago, principalmente en las universidades de Santiago de Chile (Usach), Tecnológica Metropolitana (UTEM) y Central (UCEN). Durante las protestas estudiantiles de 2011 Negro Matapacos obtuvo su apodo y se hizo conocido por aparecer durante las marchas callejeras ladrando y amenazando a los «pacos», coloquialismo utilizado en ese país para referirse a los carabineros, la policía uniformada local, lo cual generó simpatía entre los manifestantes. Continuaría con sus apariciones en manifestaciones a lo largo de la década, ganando fama entre estudiantes y ciudadanos que realizaban fotografías del perro y las compartían en redes sociales, incluso generando un perfil dedicado a Negro Matapacos en Facebook.
Si bien el perro era considerado callejero, debido a su presencia en distintas sedes universitarias y calles de Santiago, Negro Matapacos estaba bajo el cuidado de María Campos, una residente de la calle García Reyes en la comuna de Santiago, ubicada a algunas cuadras de la Usach por la Alameda, quien lo adoptó en 2009 y que lo alimentaba, tenía una cama para él en su residencia, le amarraba los pañuelos que usaba en el cuello y también le entregaba una bendición antes que saliera a la calle. De acuerdo a su participación en manifestaciones callejeras, varios medios lo denominaron también como el «Loukanikos chileno», debido a sus similitudes con el perro que se hizo famoso durante las protestas en Grecia entre 2010 y 2012. Tuvo al menos dos incidentes en los que resultó herido: una pelea con otro perro en la UTEM, y otra ocasión en que fue atropellado por un vehículo policial, siendo atendido en la Universidad Alberto Hurtado.
Negro Matapacos falleció el 26 de agosto de 2017 por causas naturales, atendido por personal veterinario y sus cuidadores. Diversas fuentes mencionan que al momento de su fallecimiento había dejado una descendencia de 32 cachorros con 6 perras distintas.

## Referencias culturales

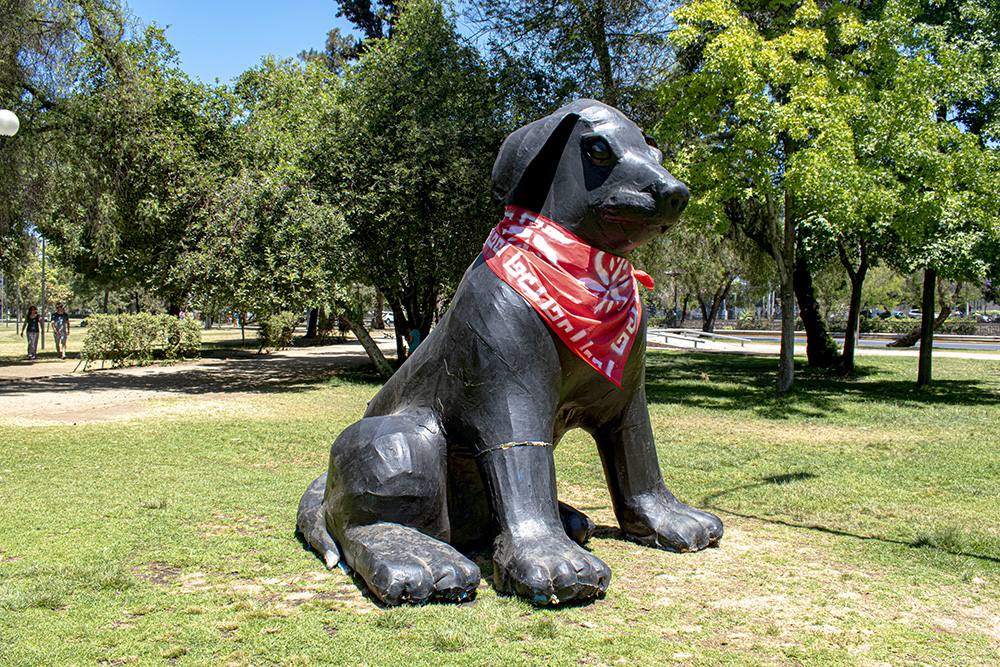
Desaparecida representación de Negro Matapacos en la Plaza a la Aviación de Providencia.

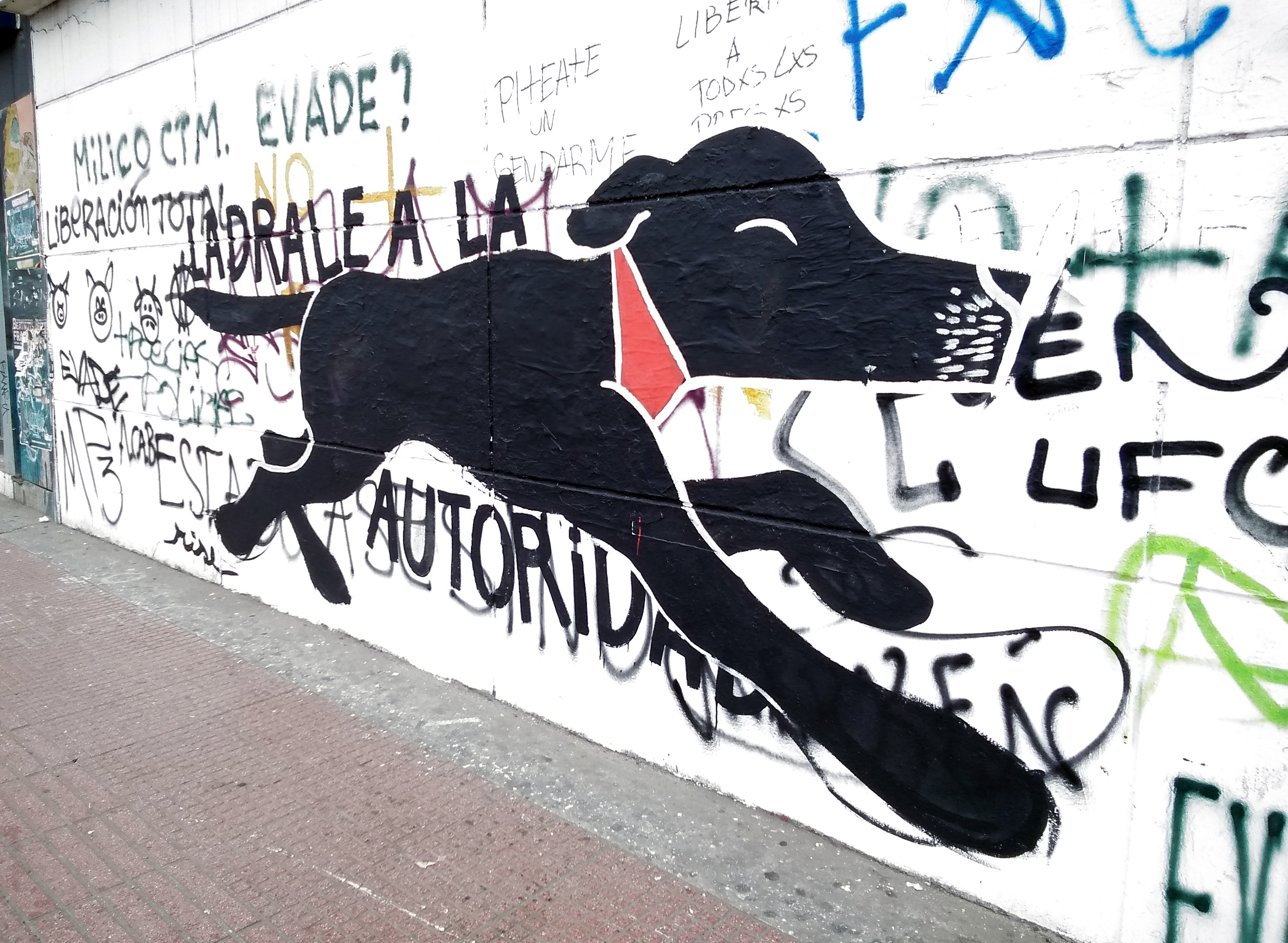
Mural en homenaje a Negro Matapacos en La Cisterna.